# Dječja pjesma Eurovizije 2025.
Dječja pjesma Eurovizije 2025. bit će 23. izdanje natjecanja za dječju pjesmu Eurovizije. Natjecanje će se održati u Gruziji, glavnom gradu Tbilisiju u maloj dvorani Olimpijske palače 13. prosinca. Organiziraju ga Europska radiodifuzijska unija (EBU) i domaćin, Gruzijski javni emiter, koji će organizirati događaj nakon što je Gruzija pobijedila na natjecanju 2024. s pjesmom "To My Mom" Andrije Putkaradzea. Ovo natjecanje će se po drugi put održati u Gruziji od 2017.

## Lokacija
Za razliku od Eurosonga, pobjednik Dječjeg Eurosonga ne dobiva automatsko pravo na domaćinstvo. Ipak, od 2011. postalo je uobičajeno da pobjednici preuzmu tu ulogu, a od 2019. imaju i pravo prvokupa. Godine 2024. France Télévisions dobio je to pravo, ali ga je odbio.
Nakon pobjede 2024., direktorica gruzijskog emitera GPB, Tinatin Berdzenishvili, najavila je pregovore s EBU-om, iako domaćinstvo nije odmah potvrđeno. GPB je potom objavio da će natjecanje biti u Gruziji, no EBU je to demantirao, istaknuvši da odluka još nije donesena.
U travnju 2025. AVROTROS je najavio da će domaćin biti Gruzija, a nekoliko dana kasnije objavljeni su dokumenti o dogovoru gruzijske vlade, EBU-a i GPB-a. Dana 13. svibnja potvrđeno je da će se natjecanje održati u Tbilisiju 13. prosinca 2025.

## Popis zemalja sudionica
Da bi neka zemlja mogla biti kvalificirana za potencijalno sudjelovanje na Dječjoj pjesmi Eurovizije, mora biti aktivna članica EBU-a. Od kolovoza 2025. , emiteri iz sljedećih zemalja javno su potvrdili svoju namjeru sudjelovanja na natjecanju 2025. Azerbajdžan, Hrvatska i Crna Gora vraćaju se nakon nekoliko godina izbivanja, dok su Estonija i Njemačka odlučile ne sudjelovati nakon što su se pojavile na prethodnom izdanju.
| Zemlja sudionica    | Izvođač             | Naslov pjesme       | Prijevod naslova    | Tekstopisac(i)      | Jezik               | Izvor         |
| ------------------- | ------------------- | ------------------- | ------------------- | ------------------- | ------------------- | ------------- |
| Albanija            | Kroni Pula          | "Fruta perime"      | "Voće i povrće"     | Adrian Hila         | Albanski            | [ 3 ]         |
| Armenija            |                     |                     |                     |                     |                     | [ 4 ]         |
| Azerbajdžan         |                     |                     |                     |                     |                     | [ 5 ]         |
| Cipar               | rujna 2025.         |                     |                     |                     |                     | [ 6 ]         |
| Crna Gora           |                     |                     |                     |                     |                     | [ 7 ]         |
| Francuska           |                     |                     |                     |                     |                     | [ 8 ]         |
| Gruzija             |                     |                     |                     |                     |                     | [ 9 ]         |
| Hrvatska            | Marino Vrgoč        |                     |                     |                     |                     | [ 10 ]        |
| Irska               | 26. listopada 2025. | 26. listopada 2025. | 26. listopada 2025. | 26. listopada 2025. | 26. listopada 2025. | [ 11 ]        |
| Italija             | rujna 2025.         | rujna 2025.         | rujna 2025.         | rujna 2025.         | rujna 2025.         | [ 12 ]        |
| Malta               |                     |                     |                     |                     |                     | [ 13 ]        |
| Nizozemska          | 20. rujna 2025.     | 20. rujna 2025.     | 20. rujna 2025.     | 20. rujna 2025.     | 20. rujna 2025.     | [ 14 ] [ 15 ] |
| Poljska             | Marianna Kłos       |                     |                     |                     |                     | [ 16 ] [ 17 ] |
| Portugal            | Inês Gonçalves      |                     |                     |                     |                     | [ 18 ]        |
| San Marino          | rujna 2025.         |                     |                     |                     |                     | [ 19 ]        |
| Sjeverna Makedonija | Nela Mančeska       |                     |                     |                     |                     | [ 20 ] [ 21 ] |
| Španjolska          | Gonzalo Pinillos    |                     |                     |                     |                     | [ 22 ]        |
| Ukrajina            | listopad 2025.      | listopad 2025.      | listopad 2025.      | listopad 2025.      | listopad 2025.      | [ 23 ]        |

### Druge zemlje

#### Aktivni članovi EBU-a
- Island - Dana 2. siječnja 2025. RÚV je objavio kako razmatra mogućnost svog debija na izdanju za 2025., uključujući i mogućnost organiziranja nacionalnog izbora kao metode odabira predstavnika.[24] Pet mjeseci kasnije, 12. lipnja 2025., Ásdís Ósk Bjarnadóttir, predstavnica korisničke službe emitera, izjavila je da uprava još nije donijela konačnu odluku, ali da će javnost biti obaviještena ako dođe do promjena.[25]
- Rumunjska - Dana 17. srpnja 2025. Odjel za odnose s javnošću TVR-a objavio je da još nije donesena odluka o povratku na natjecanje 2025. godine. Rumunjska je posljednji put sudjelovala 2009. godine.

Aktivni članova EBU-a u Belgiji, Danskoj,Njemačkoj, Estoniji, Grčkoj, Izraelu,Latviji, Litvi,Norveškoj, Sloveniji, Srbiji, Švedskoj, Švicarskoj, Ujedinjenom Kraljevstvu i Velsu potvrdili je nesudjelovanje prije nego što je EBU objavio popis sudionika. Dok emiteri u Austriji i Češkoj je potvrdio da neće debitirati na Dječjoj Euroviziji.